# Aleksander Lach
Aleksander Lach ps. „Niepodległy” (ur. 28 listopada 1892 w Warszawie, zm. 11 sierpnia 1974 w Zgierzu) – polski księgarz i działacz niepodległościowy oraz społeczny.

## Życiorys
Urodził się 28 listopada 1892 w Warszawie, w rodzinie Jana i Franciszki z Bielasów. Jego ojciec był niewykwalifikowanym robotnikiem. W roku 1903 rodzina przeniosła się do Łodzi. Począwszy od 1904 r. pracował jako gazeciarz, już jako trzynastolatek zaczął jeździć do Warszawy skąd przywoził prasę, w tym o treści patriotycznej i klasowej. Za kolportaż wydawnictw nielegalnych był karany przez władze rosyjskie. Pracował też w drukami oraz w hurtowni czasopism w Łodzi.
W 1910 założył w Zgierzu kiosk, w którym sprzedawał czasopisma oraz książki sprowadzane głównie od księgarzy łódzkich L. Fiszera i Stanisława Miszewskiego. Zorganizował sprzedaż gazet w Zgierzu i okolicach, a ponadto w Strykowie, Ozorkowie i Łęczycy.
W roku 1912 ożenił się z Heleną Janisiewicz, córką miejscowego murarza, która zamieniła pracę w zgierskiej tkalni na pomoc mężowi w ich wspólnym przedsięwzięciu.
Był działaczem niepodległościowym, działał w zgierskiej Polskiej Organizacji Wojskowej. W roku 1916 aresztowany przez Niemców i internowany w Szczypiornie a następnie osadzony w obozie w Havelbergu. Jesienią 1918 r. wrócił do Zgierza, rozbudowuje swój kiosk, sprowadza książki od warszawskich wydawców: Gebethnera i Wolffa, Michała Arcta i innych.
Od 1922 był aktywnym działaczem (udział w Komisji Rewizyjnej) Związku Księgarzy Polskich, w 1927 współorganizował Koło Łódzkie ZKP, którego został długoletnim sekretarzem. Zamieszczał artykuły w czasopismach branżowych.
W 1924 w zaadaptowanym na obwoźną księgarnię samochodzie marki Buick zainstalował „Wędrowną Księgarnię Ludową z Kinem A. Lacha”, docierając do wsi i miasteczek, sprzedawał wydawnictwa popularnonaukowe, wieczorem zaś wyświetlał filmy. Zrażony brakiem szerszego powodzenia, zrezygnował po roku z przedsięwzięcia i powrócił do pracy w stałej księgarni w Zgierzu.
W 1931 powiększył i unowocześnił firmę. W pracy pomagali mu żona oraz synowie Adam, Andrzej i Józef. Opublikował w 1933 rys historyczny Zgierza autorstwa Bronisława Wachnika Zgierz rolniczo-rzemieślniczy, wydał dziesięć numerów jednodniówki „Zgierzanin”, wydawał też plany i widoki miasta.
W 1939 księgarnie zostały zajęte przez Niemców, a następnie zniszczone. Po zakończeniu wojny, nie uzyskawszy zgody władz na ponowne otwarcie księgarni, wycofał się z działalności zawodowej. Tradycję rodzinną kontynuował syn Józef, prowadząc po wojnie antykwariaty kolejno we Wrocławiu, Zabrzu i Katowicach.

## Ordery i odznaczenia
- Krzyż Niepodległości – 2 maja 1933 „za pracę w dziele odzyskania niepodległości”[10][1]
- Brązowy Krzyż Zasługi – 1938 za zasługi na polu pracy społecznej